# Ruisseau d'Achen
Le ruisseau d'Achen (allemand : Ache) est un ruisseau qui coule dans le département de la Moselle. C'est un affluent de la Sarre et donc un sous-affluent du Rhin. Avant de confluer avec un de ses affluents dans le village de Gros-Réderching, le ruisseau s'appelle Wolferbach.

## Hydronymie
Le ruisseau porte le nom de l'une des communes qu'il traverse, Achen.
Avant de confluer avec un de ses affluents en plein centre du village de Gros-Réderching, le ruisseau d'Achen s'appelle Wolferbach,.

## Géographie
De type calcaire, le ruisseau prend sa source dans l'écart d'Olferding, en amont du village de Gros-Réderching à 320 mètres d'altitude. Il se dirige tout d'abord vers le Nord, puis change de direction et part vers le sud-ouest. Il passe sous la ligne de chemin de fer Sarreguemines-Bitche et entre dans le village de Gros-Réderching. C'est en plein cœur de celui-ci qu'il prend le nom de ruisseau d'Achen, au niveau de son confluent avec l'un de ses affluents. Il poursuit sa route vers le sud-ouest et traverse le village d'Achen, où il récupère les eaux du ruisseau de Singling. Ensuite, dans l'écart de Val d'Achen, il récupère le ruisseau d'Etting puis le Vinbach. Après cela, il arrive dans la commune de Kalhausen qu'il traverse. Il finit par se jeter dans la Sarre au niveau de la gare de Kalhausen près de Weidesheim, après un cours de 15,4 kilomètres,,.

## Communes traversées
- Gros-Réderching
- Rimling
- Achen
- Kalhausen
- Wittring[1],[2],[3]

## Affluents
- Sattelbach[3]
- Ruisseau de Singling
- Ruisseau d'Etting[2]
- Vinbach[1]

## Faune
Les espèces de poissons représentées sont : le chevesne

## Aménagements
Le ruisseau a fait tourner autrefois jusqu'à dix moulins, dont cinq à Achen. Des vestiges témoignent encore de ce passé.